# 龍園翔
龍園 翔（りゅうえん かける）は、衣笠彰梧によるライトノベル作品『ようこそ実力至上主義の教室へ』の登場人物。作中の舞台となる高度育成高等学校の1年Cクラスに在籍する男子高校生。2年生編にて進級する。

## 作中設定

### 来歴
名門校・高度育成高等学校に入学し、Cクラスに所属する。無人島特別試験ではクラスメイトがリタイアした後に一人無人島に残り、勝利を手にするために立ち回ったが綾小路清隆の暗躍により目論見は外れる。船上特別試験では早くから試験の根幹に辿り着きクラスを圧勝へと導く。体育祭では堀北鈴音を、ペーパーシャッフル終了後には軽井沢恵をターゲットにするなどDクラスに対して攻撃を仕掛けるが、正体を現した清隆と直接戦闘を交え圧倒的な実力差で敗北する。

### 人物像
Cクラスのリーダーを務める。頭の回転が速く、勝つためには手段を選ばずに様々な奇策で標的を陥れるため、他の生徒からは危険視されている。一方、Cクラス内では彼を恐れつつも実力は認められており、彼自身もクラスメイトの事をそれなりに大事に思っている節がある。本人は「努力が嫌い」と公言しているが、勝利への執着は非常に強く、そのためには労を惜しまない。
小学生のときの遠足で蛇が現れたとき、周りが恐れるなか平然と蛇を殺し、そこで初めて相手を屈服させる快感を覚える。恐怖への耐性が非常に高く、勝負に関しても負けを知らないわけでなくむしろ数多くの敗北を経験しているが、恐怖で心が折れることなく相手を倒す手段を模索し、最終的に相手を屈服させて勝利をつかんできており、この精神力が龍園の自信の源と言える。

## キャラクター設定
トモセはなるべくカッコよく描きたいという思いから、キャラデザを毎回少しずつ変えているという。また、「龍園をカッコよく描くこと」を自身の個人的なテーマとしている。

## 展開

### テレビアニメ
『ようこそ実力至上主義の教室へ』のテレビアニメは2017年7月から放送されており、本テレビアニメでは水中雅章が龍園翔役の声優を務める。水中は龍園を演じて以降、少しオラついた役柄を演じる機会が増えたような気がすると述べている。
水中は龍園の印象について以下のように述べている。
水中は「どっしりと構えていないといけないキャラクターなので、見下すだけではなく余裕を感じさせるよう演じた」と振り返っている。第2期では第1期の時にあまり出せなかった「より暴力的でドスの効いた雰囲気や、楽しんでいる様子」を全力で出すことを意識しているという。第2期第1話以降、龍園が「鈴音ぇ」と独特なイントネーションで鈴音の下の名前を呼んでいる。元々台本には「鈴音」と書かれており、「蛇のようなねっとり感」を意識した水中のアドリブによってこのようなイントネーションとなっている。

### 商品化
テレビアニメのキャラクターデザイン担当・森田和明が書き下ろした龍園翔の抱き枕カバーが少量限定で発売された。

## 評価

### 批評
編集者・ライターの飯田一史は龍園について、Cクラスを統率する龍園が繰り出す卑怯な手段は読者に強烈な印象を残すと述べている。
『アニメニュースネットワーク』のライター・Richard Eisenbeisは龍園翔を「これまでのテレビアニメシリーズ（第2期第9話時点）におけるメインの悪役キャラクター」だとしており、「自分自身への評価がとても高い」点が綾小路清隆と共通しているとも述べている。
『コミック・ブック・リソーシズ』のライター・Ryan McCarthyは「龍園は見た目よりも頭が良いのかもしれない」と述べている。

### 『このライトノベルがすごい！』による評価
『このライトノベルがすごい！』男性キャラクター部門では2021年度に初のトップ20入り（17位）を果たした。
| 年   | 賞                             | 部門                 | 順位 |
| ---- | ------------------------------ | -------------------- | ---- |
| 2019 | このライトノベルがすごい！2020 | 男性キャラクター部門 | 22位 |
| 2020 | このライトノベルがすごい！2021 | 男性キャラクター部門 | 17位 |
| 2021 | このライトノベルがすごい！2022 | 男性キャラクター部門 | 26位 |
| 2022 | このライトノベルがすごい！2023 | 男性キャラクター部門 | 14位 |

### 人気投票・選出
アメリカのアニメ評価サイト「Anime Trending」が主催した「第9回 Anime Trending Awards」ではSUPPORTING BOY OF THE YEAR部門で9位を獲得している。
『コミック・ブック・リソーシズ』のライター・Brett Cardaroは「『ようこそ実力至上主義の教室へ』における最も賢いキャラクター10選」と題したランキングを発表しており、龍園翔を7位に選出している。

### 小説
- 衣笠彰梧『ようこそ実力至上主義の教室へ』 第3巻、KADOKAWA〈MF文庫J〉、2016年1月31日。ISBN 978-4-04-068008-8。
- 衣笠彰梧『ようこそ実力至上主義の教室へ』 第7巻、KADOKAWA〈MF文庫J〉、2017年10月25日。ISBN 978-4-04-069458-0。

### 関連書籍
- 衣笠彰梧『ようこそ実力至上主義の教室へ トモセシュンサク Art Works』KADOKAWA、2017年9月23日。ISBN 978-4-04-069291-3。
- トモセシュンサク『ようこそ実力至上主義の教室へ 終・1年生編BOX トモセシュンサク Art Works』KADOKAWA、2020年1月25日。ISBN 978-4-04-064252-9。

### 雑誌
- 『メガミマガジン 2017年9月号』学研プラス、2017年7月29日。ASIN B071FMWJ94。
- 『メガミマガジン 2022年8月号』学研プラス、2022年6月30日、73頁。ASIN B0B45LGNQ3。
- 『メガミマガジン 2022年9月号』学研プラス、2022年7月29日、89頁。ASIN B0B6XRZNFR。
- 『月刊ニュータイプ 2022年9月号』KADOKAWA、2022年8月10日、12-27頁。ASIN B0B6PYNB7F。
- 『メガミマガジン 2024年3月号』Gakken、2024年1月30日、82-83頁。ASIN B0CSQG73B5。

### ガイドブック
- 『このライトノベルがすごい！』編集部『このライトノベルがすごい！2020』宝島社、2019年12月9日。ISBN 978-4-8002-9978-9。
- 『このライトノベルがすごい！』編集部『このライトノベルがすごい！2021』宝島社、2020年12月8日。ISBN 978-4-299-01056-8。
- 『このライトノベルがすごい！』編集部『このライトノベルがすごい！2022』宝島社、2021年12月9日。ISBN 978-4-299-02264-6。
- 『このライトノベルがすごい！』編集部『このライトノベルがすごい！2023』宝島社、2022年12月10日。ISBN 978-4-299-03647-6。